# Phineas Newborn
Phineas Newborn jr. (Whiteville, 14 december 1931 – Memphis, 26 mei 1989) was een Amerikaanse jazzpianist en componist.

## Biografie
Newborn was afkomstig uit een muzikale familie en begon op 6-jarige leeftijd met het pianospel. Zijn vader was drummer en Newborn kreeg onderricht van de pianist van de band van zijn vader. Verdere studies volgden aan een middelbare school in Memphis en hij vergaarde daar kennis van diverse koperinstrumenten. Hij speelde bijkomstig nog vibrafoon. In het leger speelde hij ook nog verschillende saxofoons.
In 1948/1949 beëindigde Newborn zijn muzikale opleiding. Hij speelde met de trombonist Jimmy Cleveland en studeerde nog een jaar aan het LeMoyne College in Memphis. Tijdens deze periode speelde hij ook met Louis Smith. Hij speelde al in 1950/1952 bij Lionel Hampton en in 1953 bij Willis Jackson. Daarna was hij werkzaam in rhythm-and-blues-bands. Zijn legerdienst duurde van 1953 tot 1955. Hij speelde daarna in de rhythm-and-blues-band van zijn vader, met zijn broer Calvin als gitarist.
Newborn had een afgetekende tegenzin om voor zijn muzikale beroep Memphis te verlaten. Nadat Count Basie op hem opmerkzaam was geworden en zijn debuut in New York vestigde, bestaat de berichtgeving dat Basie hem tijdens een concert in Brooklyn op het podium sleepte en hem tot een buiten het programma staand optreden dwong. Op 24-jarige leeftijd had Newborn een persoonlijk en qua jazzstijl volledig volwassen klank, die in zijn diversiteit tot heden niet werd geëvenaard. Hij speelde daarna niettemin in 1955/1956 met een eigen band, in 1956 in een trio met Oscar Pettiford en Kenny Clarke en in een kwartet, waarin Pettiford en Clarke en Philly Joe Jones en George Joyner in de ritmesectie speelden en zijn broer Calvin gitaar.
Hij speelde in 1957/1958 bij Charles Mingus in de soundtrack voor de film Shadows van John Cassavetes. In 1958 toerde hij met Jazz from Carnegie Hall (met J.J. Johnson, Kai Winding, Zoot Sims, Lee Konitz, Red Garland, Kenny Clarke en Oscar Pettiford) door Europa (o.a. Engeland en Stockholm) en speelde hij met zijn eigen trio met Italiaanse muzikanten in Rome. In 1959 was hij met The Mills Brothers in Europa. Van 1958 tot begin jaren 1960 speelde hij met een eigen trio, waartoe nu en dan ook de drummer Roy Haynes en Philly Joe Jones behoorden. Gezondheidsklachten onderbraken telkens weer zijn carrière. Na een onderbreking eind jaren 1960 keerde hij midden jaren 1970 weer terug in de muziekbusiness. Hij speelde o.a. ook met Philly Joe Jones, Howard McGhee en Teddy Edwards.

## Zijn muziek
Newborns stijl is die van de moderne swingpianist van de jazz na de bop. Daarbij verruimt hij de swing op de door de bop gewonnen mogelijkheden. Zoals nog net Newborns geluid herinnert aan de vroege Oscar Peterson, zo speelde hij ook met diens bassist Ray Brown en de drummer Elvin Jones van Coltrane. Als zijn invloed noemde hij Art Tatum. Kenmerkend voor Newborn was het gebruik van parallelle octaven voor razendsnelle loops, elk verdeeld over de linkse en rechtse hand. Verder gebruikte hij virtuoos, net als George Shearing, een geperfectioneerde Block-Akkord speelwijze, een imitatie van het 5-stemmige saxofoonverloop van de bigband, waarin de linkerhand de melodietoon van een vierstemmige Voicing van de rechterhand een octaaf daaronder verdubbeld.
Newborn had een krachtige zekere begeleiding van de linkerhand, verantwoorde middenstemmen, lichte melodieën en vrije speelfiguren, zware basfiguren, rapsodische invoegingen en overdwarse expressionistische passages. Zijn stijl klonk enerzijds ouderwets, anderzijds creëerde hij daaruit een voordeel, indien hij daarop een melodie- en thema-improvisatie opbouwde, die zich in gebieden verplaatste, die andere pianisten niet kenden.
Zijn stijl stond aan het begin van een ontwikkeling van de jazzpiano, dat compositie samenvoegde met Afro-Amerikaanse uitdrukkingsvermogen, bepaald door gospel, blues, soul en rhythm-and-blues. Er bestaat een binding met boogiewoogie, stridepiano, rapsodisch, speels, souplesse van de gospel, duidelijke grondigheid van de blues met Europese compositorische precisie.
Newborns pianomuziek is betrekkelijk onbekend, maar veel tegenwoordig bekende muzikanten staan in nauw contact met zijn spel, waaronder de Marsalis-clan en trompettist en componist Terence Blanchard. Hij wordt in artiestenkringen zeer gewaardeerd. De jazzpianisten James Williams, Donald Brown, Harold Mabern, Mulgrew Miller en Geoff Keezer deden expliciet een beroep op hem. Zijn stijl is een onafhankelijke aanzet om Afro-Amerikaanse creativiteit gelijkwaardig te introduceren in de Europese cultuur binnen de muziek. Derhalve componeerde o.a. George Shearing het stuk She (She Means Everything To Me) voor Newborn. Waar hij aan begon, was een betrouwbaar uiterst belastbaar fundament, dat tegenwoordig weer vermeerderd verder wordt ontwikkeld.

## Overlijden
Phineas Newborn jr. overleed in mei 1989 op 57-jarige leeftijd aan de gevolgen van kanker.

## Discografie
- 1956/1995: Phineas Rainbow, RCA Jazz Classics 1995, opgenomen in 1956, ook met latinpercussie
- 1958: We Three met Roy Haynes, Paul Chambers
- 1963: The Newborn Touch, Contemporary Records/Original Jazz Classics
- ????: Harlem Blues (Contemporary Records) met Ray Brown, Elvin Jones
- 1961: A World of Piano!
- ????: Send Me Somebody to Love in dezelfde bezetting (Contemporary Records)
- ????: Phineas Is Back, Pablo Records

- Bibsys: 7047429
- Biblioteca Nacional de España: XX891017
- Bibliothèque nationale de France: cb138979271 (data)
- Gemeinsame Normdatei: 134697170
- International Standard Name Identifier: 0000 0000 5946 437X
- Library of Congress Control Number: n81013837
- MusicBrainz: e77a6903-a064-4048-b9b9-0a240b6d10c9
- Nederlandse Thesaurus van Auteursnamen: 073375020
- Réseau des bibliothèques de Suisse occidentale: 02-A003637617
- Istituto Centrale per il Catalogo Unico: LO1V269551
- Système universitaire de documentation: 156724413
- Virtual International Authority File: 197245
- WorldCat: E39PBJw4Cry44wxvccmCdVD6rq